# 東南アジア諸国連合地域フォーラム
東南アジア諸国連合地域フォーラム（とうなんアジアしょこくれんごうちいきフォーラム、ASEAN Regional Forum、略称ARF）は、アジア・太平洋地域の政治と安全保障を対象とする対話のフォーラムとして、1993年7月にシンガポールで開催された東南アジア諸国連合（ASEAN）拡大外相会議で新設に基本合意し、1994年7月にバンコクで第一回会合が開催された、ASEANを中核とする国際機関である。通常、ASEAN拡大外相会議と前後して開かれる。

## 概要
加盟国相互の (1) 信頼醸成、 (2) 予防外交、 (3) 紛争解決の三段階を目指す。常務事務局を持っていないため夏のASEAN外相会議に合わせて閣僚会議が開催されている。2004年にジャカルタで開かれたARF閣僚会議では、パキスタンが正式参加を認められ、国防を担当する各国政府高官による「ARF安全保障政策会議」 (ASPC) 設置が決まった。
1993年、シンガポールでの ASEAN 拡大外相会議で創設を決定。1994年7月、タイのバンコクで ASEAN 外相会議に合わせ
17ヵ国と欧州連合（EU）の外相等が参加し第1回会合が開かれた。
2006年7月24日の閣僚会議で、自然災害の緊急対応策などに関する声明案が採択された。
第13回ARFは、2006年7月28日に現ASEAN議長国であるマレーシアで開催され、「現在の朝鮮半島情勢」が討議された。なお、前回（2005年）の第12回ARFをミャンマー問題を理由に欠席したアメリカのライス国務長官も出席した。
2007年7月のタイのバンコクで開かれた閣僚会議には北朝鮮も参加した。日本と北朝鮮、韓国と北朝鮮の外相会談がはじめて開かれ、それぞれ共同声明を発表した。
第17回閣僚会議が、2010年7月下旬ベトナムのハノイで開かれる。自由な意見交換の重視と全会一致に決定が原則である。毎年開催される。7月23日ハノイで開かれ、24日議長声明が発表された。声明は、韓国哨戒艦沈没事件について、北朝鮮を名指ししなかったものの攻撃の結果による沈没と認定し、懸念を表明した。さらに朝鮮半島の平和と安定の重要性を強調した。

## 加盟国

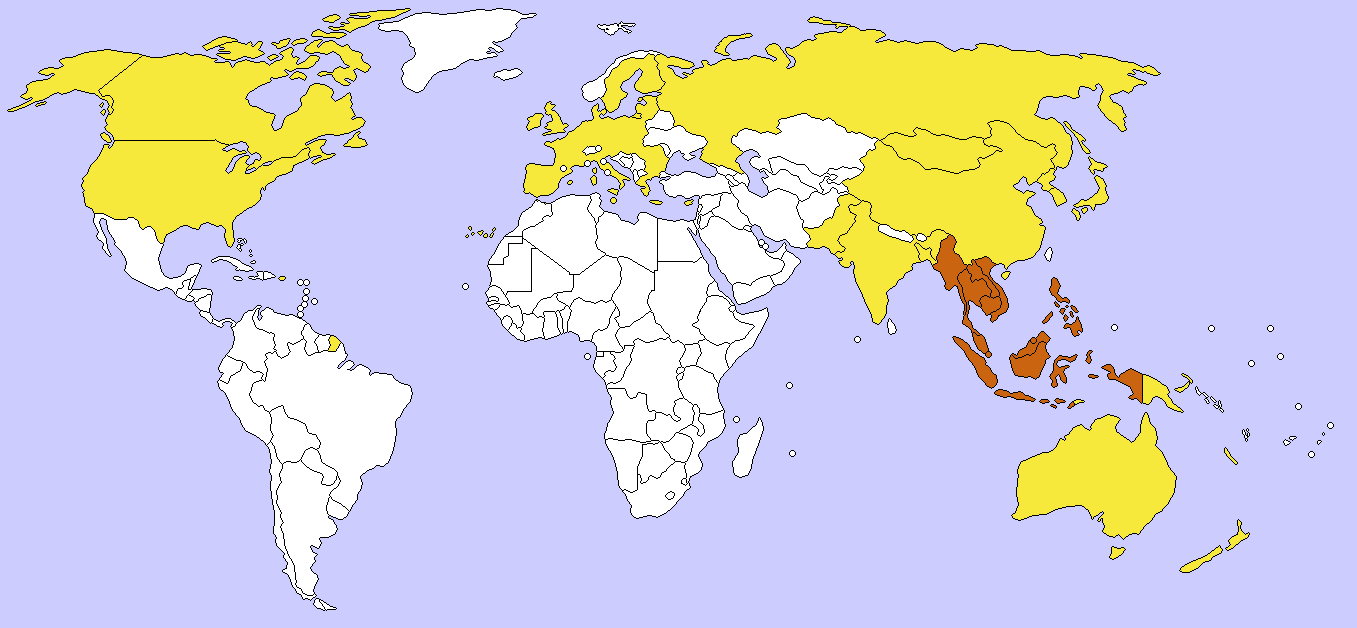
ASEAN加盟国
ASEAN地域フォーラム

加盟国は ASEAN 10か国＋16か国1機構。
ASEAN加盟国
- インドネシア
- カンボジア
- シンガポール
- タイ
- フィリピン
- ブルネイ
- ベトナム
- マレーシア
- ミャンマー
- ラオス

その他の国・機構
- アメリカ合衆国
- インド
- オーストラリア
- カナダ
- 韓国
- 北朝鮮
- スリランカ
- 中国
- 日本
- ニュージーランド
- パキスタン
- パプアニューギニア
- バングラデシュ
- 東ティモール
- モンゴル
- ロシア
- 欧州委員会